# Смакула, Александр Теодорович
Александр Теодорович Смакула (укр. Олександр Теодорович Смакула, англ. Olexander Smakula; 9 сентября 1900, стр. Доброводы — 17 мая 1983, Оберн, США) — американский физик украинского происхождения, известный прежде всего как изобретатель современной технологии просветления оптики, основатель квантовой органической химии. С 1964 года — директор лаборатории физики монокристаллов в Массачусетском технологическом институте, впоследствии — полный профессор (единственный из украинцев).

## Биография
Родился в 1900 году в селе Доброводы недалеко от Збаража, ныне Тернопольская область, Украина (Збаражский уезд, Королевство Галиции и Лодомерии, Австро-Венгрия) в крестьянской семье.
Окончил начальную школу в своем родном селе, учился в Збаражской гимназии, а позже — Тернопольской классической гимназии, которую окончил в 1922 году. Во время обучения в Тернопольской гимназии профессор математики и физики Мирон Зарицкий стал опекуном выпускного гимназического класса Смакулы. Именно он посоветовал юноше продолжить обучение в Геттингенском университете. Уже в юношеские годы Александр проявил унаследованную от родителей любовь к родному краю и его историческому прошлому. Война 1914 года и события 1918 года побудили его к непосредственному участию в установлении национальной власти в Доброводах. Позже вступил в ряды Галицкой армии.
В 1927 году Смакула получил научную степень доктора философии, успешно сдав экзамен, и стал работать ассистентом в физическом институте под руководством профессора Роберта Поля. Александр Смакула имел хорошую научную перспективу в Германии, но все-таки стремился вернуться на родную землю. В 1928 году он, по приглашению бывшего учителя и земляка профессора А. Музычки, приехал в Одессу работать в университете. Однако, принимая во внимание исключительно трудные времена для Украины и лично для А. Смакулы, профессор Поль отозвал его в Германию. И уже в 1930 году молодой ученый начал работать в Гейдельберге в Институте медицинских исследований руководителем оптической лаборатории, а с 1934 года — руководителем исследовательской лаборатории Карла Цейса в Йене.
В 1935 году В. Смакула делает и патентует открытие — способ улучшения оптических приборов, получивший название «физическое просветление оптики». Суть открытия в том, что на поверхность стеклянной линзы напыляют в вакууме специальный слой определённого материала, что значительно уменьшает отражение света от поверхности линзы и одновременно увеличивает контрастность изображения. Поскольку оптические линзы являются основным элементом различных приборов — фотоаппаратов, микроскопов, телескопов, перископов, стереотруб, биноклей, различных оптических устройств огнестрельного оружия и т. п — это открытие стало большим достижением, которым пользуется все человечество, как на Земле, так и в космосе для фотографирования Земли и других планет.
Тяжелой была судьба ученого в период Второй мировой войны; в то время также умирает его сын. А в конце войны американская оккупационная администрация вывезла ученого вместе с другими выдающимися физиками и инженерами в США, где он начал работать в военном форте-лаборатории (штат Виргиния) на нужды военно-промышленного комплекса, исследуя материалы инфракрасной техники.
В 1951 году учёного пригласили на должность профессора Массачусетского технологического института, в котором впоследствии он основал и возглавил лабораторию физики кристаллов.
В 1972 году он принял участие в Международной конференции по кристаллографии, которая состоялась в Армении, после которой ему разрешили навестить родных на родине. Это были первые и последние после Второй мировой войны посещение им Украины, родного села Доброводы, Тернополя и Киева.
Александр Смакула умер 17 мая 1983 года в городе Оберн в штате Массачусетс, где его и похоронили.

## Творчество
Программируемые, тонкопленочные технологии, гетеролазеры, сверхчистые («космические») кристаллы, однокристальные микропроцессоры, радиационная физика твердотельных материалов, современная сенсорика — наработка физика-профессора Александра Смакулы.
Александр Смакула блестяще освоил основы квантовой механики, которая только-только создавалась, и применил их для решения механизмов взаимодействия электромагнитного излучения с кристаллом. Он также использовал понятие квантовых осцилляторов для описания и объяснения радиационного окрашивания кристаллов, вывел количественное математическое соотношение, известное как формула Смакулы.
Александр Смакула вошёл в историю науки как один из самых выдающихся украинских физиков XX века. Более 40 лет своей жизни Александр Смакула отдал науке за пределами Украины. «Но своей Родины не забыл и вовек не забуду», — писал он в 1964 году.
Смакула изобрел и внедрил оригинальные технологии выращивания, очистки и исследования кристаллов, исследовал неоднородности в смешанных кристаллах и дефектах германию и кислорода в монокристаллах кремния, исследовал изменения свойств кристаллов в результате воздействия радиации и дефектов.
Александр Смакула исследовал и органические кристаллы, что впоследствии позволило синтезировать витамины A, B2 и D. Приобщился к развитию квантовой теории, имел немало глубоких идей о многоуровневость структуры учебного процесса в вузах, о гуманизации и экологизацию образования, научную терминологию, о гармонии фундаментальных и прикладных исследований, теории и эксперимента.

### Работы
Смакула — автор более 100 научных трудов.
Профессор А. Смакула написал фундаментальную монографию «Монокристаллы: выращивание, изготовление и применение», которая вышла в 1962 году.

## Увековечения памяти
Ученые-земляки помнят своего выдающегося земляка. Весной 1996 года был основан Тернопольский областной Фонд Александра Смакулы, который имеет целью поиск и возвращение к активному научного и культурного обращения наследия А. Смакулы и других украинских ученых.
В 1992 году Львовским НОШ проведен первый международный Смакулов симпозиум, в 2000 году — второй. К 100-летнему юбилею издан первый том «Научных трудов» О. Смакулы. К этой дате выпущен художественный конверт «Александр Смакула», установлен памятник ученому в селе Доброводы, открыт его мемориальный музей в естественном лицее имени Александра Смакулы в родном селе.
Решением ХXX сессии Генеральной конференции ЮНЕСКО 2000 год объявлен годом Александра Смакулы.